# 龍神 (漫畫)
《龍神》是香港漫畫家邱福龍的作品，由邱福龍在1992年與合夥經營書屋漫畫天下的葉國成組成騰龍出版社，出版精裝科幻漫畫《龍神》(首部曲)，銷量空前成功，可說是邱福龍的代表作。至1993年黃玉郎出獄後，邱福龍放棄與葉國成合作而改投黃玉郎新組的公司玉皇朝，擔任旗下漫畫刊物的美術總監。如此一來，《龍神》(首部曲)出版至第5期便無疾而終，葉國成也因邱福龍的離開而令生意虧本。1999年，玉皇朝奪得《龍神》的版權，邱福龍於是得以於2000年將新《龍神》續繪。

## 故事內容

### 『龍神首部曲』
講述主角龍神與虎帝之間的跨越千年的戰爭。

### 『龍神』
講述主角龍神介入神中神與幻魔之間的戰爭。

## 主要角色
龍神
本作主角

## 宇宙
天極如來
宇宙三大勢力之一，四靈之導師。
大滅如來
宇宙三大勢力之一，統領十二神將與十八羅漢。
終極如來
宇宙三大勢力之一。
神中神
顧名思義是萬神之中的神。

## 四靈
東方龍神
西方虎帝
龍神命中的宿敵。
南方朱雀
龍神青梅竹馬的朋友。
北方玄武
其他三靈之長輩。

## 魔類
幻魔
幻宗
電極魔神

## 人類
賀冠力,電單車賽車手,曾被電殛魔神的精神意識負身,而成為電殛魔神的肉體傀儡.後被龍神救回,但因身上殘留電殛魔神的部份力量,在高速情況下變身成人類首位的超級戰士 -- 惡電男.